# Hold Me (chanson de Farid Mammadov)
Pour les articles homonymes, voir Hold Me.
Singles représentant l'Azerbaïdjan au Concours Eurovision de la chanson
When the Music Dies
(2012) Start a Fire
(2014)
Hold Me (en français, « Tiens-moi ») est une chanson du chanteur azerbaïdjanais Farid Mammadov. Il s'agit de la chanson qui représente l'Azerbaïdjan au Concours Eurovision de la chanson 2013 qui a lieu à Malmö en Suède. La chanson sera en compétition lors de la deuxième demi-finale le 16 mai 2013 pour obtenir une place en finale qui aura lieu le 18 mai.
Mammadov sort la version en turc de la chanson, intitulée Bana Dönsen, le 2 mai 2013 qu'il dédie à ses fans en Turquie qui a refusé de participer au concours en 2013.